# Conrad Mohr
Conrad Mohr, född 5 januari 1849 i Bergen, död 3 oktober 1926 i Bad Kissingen i Bayern, var en norsk donator. Han var bror till August Christian Mohr.
Mohr var innehavare av firman Aug. C. Mohr & Søn i Bergen 1897–1902, blev tysk konsul 1877 och generalkonsul 1918. Han stiftade den 24 september 1917 Conrad Mohrs legat med ett kapital av en miljon kronor i värdepapper, varav årliga räntan skulle till utrikesresestipendier lika fördelas mellan följande fem kategorier: 1) författare, 2) skådespelare, 3) målare och bildhuggare, 4) journalister samt 5) personer, som bedrev studier av socialismen.